# Boiana, Varna
Boiana (în bulgară Бояна) este un sat în comuna Vălci Dol, regiunea Varna,  Bulgaria. 

## Demografie
Componența etnică a satului Boiana
     Bulgari (26,69%)
     Romi (44,49%)
     Turci (22,88%)
     Nicio identificare (5,93%)
La recensământul din 2011, populația satului Boiana era de 236 locuitori. Nu există o etnie majoritară, locuitorii fiind romi (44,49%), bulgari (26,69%) și turci (22,88%). Pentru 5,93% din locuitori nu este cunoscută apartenența etnică.